# كارل هاينز بوسرت
كارلهاينز بوسرت (بالألمانية: Karl-Heinz Bußert) هو مجدف ألماني شرقي ولد في يوم 8 يناير 1955، أبرز إنجازاته كان فوزه بالميدالية الذهبية في دورة الألعاب الأولمبية الصيفية 1976 في مونتريال في مسابقة التجديف الرباعي.